# Flatoides alba
Flatoides alba är en insektsart som först beskrevs av Walker 1862.  Flatoides alba ingår i släktet Flatoides och familjen Flatidae. Inga underarter finns listade i Catalogue of Life.